# Odd Engström
Odd Erik Lennart Engström (ur. 20 września 1941 w m. Skillingmark, zm. 18 maja 1998 w m. Saltsjöbaden) – szwedzki polityk, członek rządów Ingvara Carlssona, poseł do Riksdagu.

## Życiorys
W 1965 ukończył studia na Uniwersytecie w Uppsali (z dyplomem fil. kand.). Zaangażował się w działalność polityczną w ramach Szwedzkiej Socjaldemokratycznej Partii Robotniczej. Pracował na różnych stanowiskach w administracji państwowej i frakcji poselskiej socjaldemokratów. W latach 1982–1983 był sekretarzem stanu w kancelarii premiera, a później do 1986 członkiem władz gminy Sztokholm odpowiedzialnym za finanse. Powrócił następnie do administracji rządowej. W latach 1988–1990 był ministrem w resorcie finansów, w 1990 krótko pełnił obowiązki ministra finansów. W latach 1990–1991 sprawował urząd wicepremiera w drugim gabinecie Ingvara Carlssona. W 1991 uzyskał mandat posła do Riksdagu, z którego zrezygnował w 1993. W tym samym roku wystąpił w serialu telewizyjnym Morsarvet.